# ヒュー・マッカーチョン
ヒュー・マッカーチョン（Hugh McCutcheon、男性、1969年10月13日 - ）は、ニュージーランドクライストチャーチ出身のバレーボール指導者。元バレーボールアメリカ合衆国男子代表監督、前同国女子代表監督。
マッカーチョンは、1988年から1990年までニュージーランドのジュニア代表およびシニア代表で、Shirley男子高校ではバレーボールとフィールドホッケーの優秀選手だった。1996年にもシニア代表に選出され、翌年にはビーチバレー・ワールドツアーに参戦した。
2018年にバレーボール殿堂入り。

## 大学時代
カンタベリー大学 (ニュージーランド)からブリガムヤング大学（米国ユタ州）に転学後、1991年から1993年までプレーしている。
- 1991年 - 40試合に出場し、アタック87本、ブロック39本、サービスエース3本、ディグ47本をマークしている。
- 1992年 - 72試合に出場し、アタック218本（チーム3位）、ブロック48本、サービスエース17本、ディグ113本（チーム4位）を記録。特にカリフォルニア大学サンタバーバラ校との3試合では、アタック決定率48.5%をマークした。
- 1993年 - アタック476本、ブロック107本、サービスエース19本、ディグ130本をマークし、特に対ハワイ大学戦では、アタック39本をマークしている。

1993年にブリガムヤング大学で体育学の学位取得後、プロ選手として2年間フィンランドと日本でプレーした。日本においては、解禁されたプロ契約選手第一号として象印タフボーイズに加入した。その後同大学に戻り、1998年に運動生理学の修士号を取得し、1999年にMBAを取得した。

## 指導者歴
1995年から2001年まで、ブリガムヤング大学男子バレーボールチームで、アシスタントコーチ兼リクルーターを務めた。この間、チームは2度のNCAA選手権優勝を含め138勝44敗をマークした。
ブリガムヤング大学を離れ、オーストリアのVienna Hotvolleysチーム監督を2シーズン務めた。就任初年度の2001-02シーズンにHotvolleysは、国内リーグおよび国内選手権で優勝した。この時のメンバーに、リチャード・ランボーン（後の北京オリンピック金メダリスト）やウィリアム・プリディ（同）がいた。またオーストリアのチームとして、イタリアのセリエA1のチームに初勝利している。
マッカーチョンは、2001年のバレーボールワールドリーグおよび2002年のバレーボール世界選手権アメリカ代表のアシスタントコーチをボランティアで務めている。また2000-2001年までユースアメリカ代表監督を務めた。2003年4月に、バレーボールアメリカ合衆国男子代表アシスタントコーチに就任。
永年同代表監督だったダグ・ビールが全米バレーボール協会CEOに就任するのに伴い、その後任として2005年2月3日に監督に就任した。

## 男子代表監督
就任初年度の代表チームは、ワールドグランドチャンピオンズカップ準優勝など5つの大会でメダルを獲得した。
2008年、バレーボールワールドリーグで優勝を果たし、同年8月の北京オリンピックでは、ブラジルを3-1で破り、チームをオリンピック3度目の優勝に導いた。

## 女子代表監督
2008年12月15日に、マッカーチョンがバレーボールアメリカ合衆国女子代表監督を受諾したと発表された。契約期間は2009年から2012年のロンドンオリンピックまで
。
2011年のワールドカップではチームを準優勝に導いた。契約期間最後となる2012年のロンドンオリンピックでは、北京大会に続きまたもブラジルの前に涙をのみ、アメリカ女子悲願のオリンピック初優勝はならなかった。

## ミネソタ大学監督
オリンピック後は、妻エリザベス・バックマン の故郷であるミネソタ大学のバレーボールチームであるゴールデンゴーファーズの監督に就任した。
2022年を最後に監督を退任し、陸上競技部のディレクター・スポーツ開発コーチに就任した。
2023年6月、国際バレーボール連盟(FIVB) にシニアアドバイザーとして加入した。

## 私生活
2008年8月9日、北京オリンピック開会式当日に妻の両親がナイフを振り回した中国人に襲われた。岳父は死亡し、岳母も重体となった。また岳父と岳母に同行していた中国人女性のツアーガイドも重体となった。岳母と中国人女性のツアーガイドは、北京市内の病院で、約７、８時間に渡る手術の上、一命をとりとめた。ナイフを振り回した中国人の容疑者は、その場で飛び降り自殺した。マッカーチョンは3試合チームを離れたが、復帰するとチームをオリンピック優勝に導いた。

2012年8月のロンドンオリンピック終了後、
「この4年間は忙しすぎた。幼い2人の子どもの成長を、パソコン通信の画面で見届けたくはない。」—ヒュー・マッカーチョン、朝日新聞 2012年8月13日朝刊14版 26ページ
と述べた。

## 受賞歴
- 2007年 - NORCECA男子選手権 優勝監督賞
- 2011年 - NORCECA女子選手権 Eugenio Laffita賞